# Paractinolaimus microdentatus
Paractinolaimus microdentatus är en rundmaskart. Paractinolaimus microdentatus ingår i släktet Paractinolaimus och familjen Dorylaimidae. Inga underarter finns listade i Catalogue of Life.